# Berliner Genesis
Die Berliner Genesis (Nr. 911 nach Rahlfs) ist das Fragment einer Papyrushandschrift aus dem 3. oder 4. Jahrhundert. Es enthält Teile des 1. Buches Mose 1,16–38,5 in griechischer Sprache (Septuaginta). Es sind 32 beschädigte Blätter erhalten, deren erste elf einspaltig, die anderen zweispaltig in unregelmäßiger Schrift in Unzialen geschrieben sind. Der Text hat große Ähnlichkeit zu den Chester Beatty Papyri IV und V.
Die Handschrift wurde 1906 vom Koptologen Carl Schmidt in Oberägypten erworben und an die Preußische Staatsbibliothek zu Berlin gegeben. Dort befand sie sich unter der Signatur P. Berlin fol.66 I/II.
Kurze Zeit nach dem Ende des Zweiten Weltkrieges wurde sie mit anderen Papyri bei Brodnica an der Bahnstrecke Toruń–Olsztyn von mehreren Personen angeblich „gefunden“. Wahrscheinlich befand sie sich in einem Zugtransport von Berlin nach Königsberg und wurde von sowjetischen Soldaten an Privatpersonen der Umgebung verkauft. In den 1960er oder 1970er Jahren wurde sie dann an das Institut für Papyrologie an der Universität Warschau gegeben, wo sie sich heute mit der Signatur Berlin, Cod. Gr. fol. 66 I, II befindet. Die Fragmente wurden dort digitalisiert.

## Textausgabe
- Henry A. Sanders, Carl Schmidt: The Minor Prophets in the Freer Gallery and the Berlin fragments of Genesis. New York 1927, OCLC 1494375.